# Urawa Red Diamonds
Urawa Red Diamonds (Japans: 浦和レッドダイヤモンズ, Urawa Reddo Daiyamonzu) (ook bekend als de Urawa Reds) is een Japanse voetbalclub. De Reds zijn afkomstig uit Urawa, wat tegenwoordig een stadsdeel is van Saitama en speelt in twee verschillende stadions, te weten Urawa Komaba Stadium en het Saitama Stadium 2002 dat speciaal voor het WK voetbal van 2002 werd gebouwd. De ploeg heeft zijn internationale naamsbekendheid mede te danken aan Shinji Ono, die international is voor Japan en enkele jaren bij Feyenoord speelde. De Urawa Reds wisten als enige Japanse ploeg driemaal de AFC Champions League te winnen.

## Geschiedenis
Urawa Reds werd opgericht in 1950 onder de naam Mitsubishi Heavy Industries Football Club. Zoals de naam doet vermoeden was de club eigendom van de bekende Japanse gigant Mitsubishi. Mitsubishi Heavy Industries FC was in de jaren 70 de absolute topploeg in de Japan Soccer League, de voorloper van de J-League. Tussen 1969 en 1978 eindigde het altijd op de eerste of tweede plaats. Begin jaren 90 had de club de successen echter gelaten aan clubs als Yomiuri SC en Nissan FC, maar was wel betrokken bij de oprichting van de J-League.
In 1991 werd de naam van de club veranderd en koos men voor Urawa Red Diamonds. De naam van de ploeg is afkomstig van het logo van de eigenaar: Mitsubishi, wiens naam drie diamanten betekent. De toevoeging red en het thuistenue zijn gekopieerd van de voetbalclub Manchester United, een populaire club in Japan.
De ploeg had het moeilijk in de J-League en degradeerde in 1999 zelfs naar de net opgerichte J-League 2. De club bivakkeerde een jaar in de tweede Japanse divisie alvorens terug te keren op het hoogste niveau. Vanwege de enorme populariteit van de club (in de J2 had het zelfs een hoger toeschouwersgemiddelde dan de clubs in de J1) kan de club investeren in spelers wat in 2004 resulteerde in het tot dan toe beste seizoen voor de club. In de eerste fase van de J-League wisten ze een derde plaats af te dwingen en in de tweede fase werden ze de winnaar. Hierdoor waren ze geplaatst voor het Suntory Kampioenschap (de finale om de J-League te beslissen) waarbij gespeeld moest worden tegen Yokohama F. Marinos. De eerste wedstrijd in Yokohama werd met 1-0 verloren, maar de thuiswedstrijd werd met dezelfde score, in eigen voordeel, beslist. Uiteindelijk won Yokohama F. na penalty’s. In 2005 streed de club eveneens om het kampioenschap, maar greep het op de laatste speeldag weer naast de titel. In 2006 had het eindelijk succes toen de club het kampioenschap won met 5 punten voorsprong op Kawasaki Frontale. In 2007 kwam het derhalve uit in de AFC Champions League wat het wist te winnen. Op nationaal niveau liep het seizoen echter uiteindelijk uit in een enorme teleurstelling: op de een na laatste speeldag verloor het thuis de wedstrijd tegen grote concurrent Kashima Antlers, winst had de titel opgeleverd. Een week later werd eveneens verloren van het al gedegradeerde Yokohama FC waardoor de titel werd verspeeld aan Kashima wat wel haar wedstrijd wist te winnen.
Op 5 december 2010 stelde de club Zeljko Petrovic aan als hoofdtrainer. Hij tekende een contract voor één jaar en ging in januari 2011 aan de slag. Eerder was Petrovic als speler in dienst van de Japanse club. De Montenegrijn werd in november ontslagen als assistent van Avram Grant bij West Ham United.

## Erelijst
Nationaal

### J-League
- Winnaar in 1969, 1973, 1978, 1982 (als Mitsubishi Heavy Industries FC) en 2006 en 2020 voor beste keeper award
- Winnaar stadium in 2004 (2e)

### J-League 2
- Promotie in 2000 (2e plaats in competitie)

### J-League Cup
- Winnaar in 2003
- Verliezend finalist in 2002 en 2004

### Emperor's Cup
- Winnaar in 1971, 1973, 1978, 1980 (als Mitsubishi Heavy Industries FC) en 2005, 2006, 2018, 2021
- Verliezend finalist in 1967, 1968 en 1979 (als Mitsubishi Heavy Industries FC) en 2015

### Xerox Supercup
- Winnaar in 1979, 1980, 1983 (als Mitsubishi Heavy Industries FC) en 2006
- Verliezend finalist in 1981 (als Mitsubishi Heavy Industries FC) en 2007

Internationaal

### AFC Champions League
- Winnaar in 2007, 2017 en 2022
- Verliezend finalist in 2019

### Suruga Bank Championship
- Winnaar in 2017

## Eindklasseringen
- Eerst wordt de positie in de eindranglijst vermeld, daarna het aantal teams in de competitie van het desbetreffende jaar. Voorbeeld 1/18 betekent plaats 1 van 18 teams in totaal.

| Jaar | J1    | J2   |
| ---- | ----- | ---- |
| 1993 | 10/10 |      |
| 1994 | 12/12 |      |
| 1995 | 4/14  |      |
| 1996 | 6/16  |      |
| 1997 | 10/17 |      |
| 1998 | 6/18  |      |
| 1999 | 15/16 |      |
| 2000 |       | 2/11 |
| 2001 | 10/16 |      |
| 2002 | 11/16 |      |
| 2003 | 6/16  |      |
| 2004 | 2/16  |      |
| 2005 | 2/18  |      |
| 2006 | 1/18  |      |
| 2007 | 2/18  |      |

## Spelers
- Ryota Tsuzuki
- Marcus Tulio Tanaka (vice-captain)
- Nenê
- Keisuke Tsuboi
- Yuki Abe
- Allesandro Santos
- Robson Ponte
- Keita Suzuki (vice-captain)
- Nobuhisa Yamada (captain)
- Naohiro Takahara
- Sergio Escudero
- Yuichiro Nagai
- Tsukasa Umesaki
- Tatsuya Tanaka

## Bekende (oud-)spelers
- Makoto Hasebe
- Marcus Tulio Tanaka
- Shinji Ono
- Alessandro Santos
- Yuki Abe
- Naohiro Takahara
- Tadanari Lee
- Masami Ihara
- Hajime Hosogai
- Yosuke Kashiwagi
- Takeshi Inoue
- Tomohiko Ikoma
- Akira Kitaguchi
- Hiroshi Ninomiya
- Shozo Tsugitani
- Tadao Onishi
- Ryuichi Sugiyama
- Hiroshi Katayama
- Yoshio Kikugawa
- Kenzo Yokoyama
- Kazumi Takada
- Michio Ashikaga
- Takaji Mori
- Kuniya Daini
- Mitsunori Fujiguchi
- Ichiro Hosotani
- Hisao Sekiguchi
- Keisuke Tsuboi
- Mitsuo Kato
- Hiroshi Ochiai
- Ikuo Takahara
- Satoshi Yamaguchi
- Kazuo Ozaki
- Mitsuhisa Taguchi
- Kazuo Saito
- Shinji Tanaka
- Koichi Hashiratani
- Hiromi Hara
- Satoru Mochizuki
- Atsushi Natori
- Katsuyoshi Shinto
- Shiro Kikuhara
- Tetsuya Asano
- Yoshiaki Sato
- Masahiro Fukuda
- Hiromitsu Isogai
- Masaki Tsuchihashi
- Ryuji Michiki
- Tadashi Nakamura
- Masayuki Okano
- Tomoyuki Sakai
- Shusaku Nishikawa
- Ryota Moriwaki
- Yuichiro Nagai
- Nobuhisa Yamada
- Teruaki Kurobe
- Tsukasa Umesaki
- Keita Suzuki
- Ryota Tsuzuki
- Tatsuya Tanaka
- Koji Yamase
- Naoki Yamada
- Kunimitsu Sekiguchi
- Mitsuru Nagata
- Shinzo Koroki
- Tomoaki Makino
- Genki Haraguchi
- Wataru Endo
- Yuki Muto
- Victor Ferreyra
- Matthew Spiranovic
- Ned Zelić
- Michael Baur
- Wilfried Sanou
- Edmundo Alves de Souza Neto
- Washington Stecanela Cerqueira
- Donizete Oliveira
- Antônio Benedito da Silva
- Tomislav Marić
- Ranko Despotović
- Brian Steen Nielsen
- Txiki Begiristain
- Basile Boli
- Guido Buchwald
- Uwe Bein
- Uwe Rahn
- Michael Rummenigge
- Željko Petrović
- Bryan Linssen
- Emerson Sheik
- Jurij Nikiforov
- Ľubomír Luhový
- Zlatan Ljubijankič
- Alpay Özalan
- Fernando Picun

## Bekende (ex-)trainers
- Gert Engels
- Holger Osieck
- Guido Buchwald
- Hans Ooft
- Aad de Mos
- Adri Bogers assistent coach
- Željko Petrović